# マイケル・ヘブランコ
マイケル・ジョン・ヘブランコ・ジュニア（Michael John Hebranko Jr.、1953年5月14日 - 2013年7月25日）は、極度の病的肥満を患い、世界で最も体重の重い男性の一人であったアメリカ人男性。
ヘブランコはブルックリンでマイケル・ヘブランコ・シニアとジャネット・ピカの間に生まれた。父方の祖父はウクライナからの移民だった。
ニューヨークのセントルークス病院に入院後、ダイエット＆エクササイズコーチのリチャード・シモンズの指導を受けながら、19ヶ月で体重を411kgから90kgに、ウエストサイズを290cmから91cmに落とし、1990年にギネスブックに記録された。この体重の一部は、外科手術による脂肪除去によって減少した。その後、彼は自分の経験について講演し、ダイエットとエクササイズを提唱して全米を回り、リチャード・シモンズを宣伝するインフォマーシャルにも出演した。
1990年には『ハワード・スターン・ショー』、『オプラ・ウィンフリー・ショー』、イギリスのチャット番組『ウォーガン』などのTVトークショーにも出演。
しかし、その後7年間で、彼の体重は453kgまで増加した。その後、ブルックヘブン・リハビリテーション・ヘルスケアセンターに何度も入院した。1999年6月、ヘブランコはピーク時の体重499kgを記録し、その後再び大幅な減量に取り組み、207.5kgまで落とした。2012年3月時点では、ニューヨーク州スタテンアイランド在住で、体重は250kgであった。
2013年7月25日に亡くなった。